# Новоуртаєво
Новоурта́єво (рос. Новоуртаево, башк. Яңы Уртай) — присілок у складі Дюртюлинського району Башкортостану, Росія. Входить до складу Старобаїшевської сільської ради.
Населення — 136 осіб (2010; 136 у 2002).
Національний склад:
- башкири — 93 %